# نصر آل مذكور
الشيخ نصر بن ناصر آل مذكور حاكم بوشهر في القرن الثامن عشر الميلادي؛ يرجع نسبه إلى قبيلة المطاريش من ال بو مهير وقد استطاع في عهده أن يضم إليه البحرين عام 1753م، بالتعاون مع مهنا بن ناصر الزعابي، حاكم بندر ريق، وحاول أن يستولي على الزبارة عام 1777م، التي كان يحكمها آل خليفة، إلا أنه هزم. وفي عام 1783م فقد البحرين بعدما استولى عليها العتوب، وهم: آل خليفة حكام الزبارة، وآل صباح حكام الكويت.
توسط سنة 1770م بين الجانب العماني الذي يمثله دولة البوسعيد، والجانب الفارسي الذي يمثله كريم خان زند، بسبب حصار البوسعيديين لميناء بوشهر، مطالبين بتعويضات عن العدوان الفارسي على سفينة عمانية، في حين يصر الفرس على أن تدفع عمان الخراج السنوي لفارس.

## احتلال البحرين
تعرضت البحرين من الفترة 1130هـ/ 1718م، وحتى 1166هـ/ 1753م لاحتلالات متكررة بين العمانيين والهولة، ثم الفرس، ثم الهولة مرة أخرى، حتى أرسل شيخ المطاريش ناصر آل مذكور، سنة 1163هـ - 1750م رسولا من بوشهر إلى الكويت، للتفاوض مع شيوخ العتوب الذين يمتلكون قوة بشرية كبيرة؛ فعرض عليهم مبلغا من المال مع الإعفاء من ضرائب الغوص على اللؤلؤ في البحرين، إن هم ساندوه في احتلال الجزيرة. وبما أن العتوب كانوا حلفاء قدماء للمطاريش، وأعداء للهولة الذين منعوا العتوب بمعداتهم المتطورة من توسيع تجارتهم مع الهند، قبل العتوب العرض، واتجهوا إلى البحرين بأربع سفن من بقايا سفن الأسطول الفارسي، وحاصروها لمدة شهر، ولكنهم انهزموا أمام المدافعين عن الجزيرة من آل الحرم، وكان حكامها من الهولة في ذلك الوقت؛ حيث خرجوا عليهم من قلعتهم وهاجموهم، فقتلوا منهم 200 شخص، فانسحب عرب بوشهر والعتوب من البحرين، إلا أن ناصر آل مذكور تمكن، بعد ستة أشهر، من تحييد قبيلة النصور وفصلها عن تحالف الهولة، بأن أعطاهم مبلغا كبيرا من المال مقابل انسحابهم من البحرين، مع دفع جزءٍ من عائدات رسوم البحرين سنويا، وبذا تمكن من احتلال البحرين مرة أخرى، وإنهاء حكم آل حرم عليها. وبذا نال العتوب حرية الغوص في مغاصات البحرين، بعد أن ضايقهم عليها الهولة فترة طويلة.

## طرده من البحرين
توفي محمد بن خليفة سنة 1190هـ/ 1776م، واستلم من بعده ابنه خليفة حكم العتوب في الزبارة حتى سنة 1197هـ/ 1783م؛ حيث مات في الحج، وخلال فترة وجوده بالحج حدثت معركة الزبارة الشهيرة، التي تمكن فيها أخوه أحمد من الصمود والدفاع عن الزبارة، وطرد المهاجمين، ثم تمكنه من احتلال البحرين، من نفس السنة 1197هـ/ 1783م.

## الهوامش
1. ↑  السعدون (2012)
2. ↑  أمراء عرب الهولة.. آل نصور وآل حرم (1700 - 1780 م) تأليف: عبد الله دريائي. ترجمة جابر أبو الخلس. تحقيق: جلال الهارون. ص: 28-29
3. 1 2 3  تاريخ القبائل العربية في السواحل الفارسية. جلال الهارون ص:63-64
4. ↑  دريائي. ص:28
5. ↑  جمال قاسم. ص:368